# Шемелін Денис Миколайович
Денис Миколайович Шемелін (рос. Денис Николаевич Шемелин; 24 липня 1978, м. Усть-Каменогорськ, СРСР) — казахський хокеїст, захисник. 
Вихованець хокейної школи «Торпедо» (Усть-Каменогорськ). Виступав за «Торпедо» (Усть-Каменогорськ), «Нафтохімік» (Нижньокамськ), «Барис» (Астана), «Лада» (Тольятті), «Амур» (Хабаровськ), «Молот-Прикам'я» (Перм) «Арлан» (Кокшетау), «Алмати».
У складі національної збірної Казахстану учасник зимових Олімпійських ігор 2006, учасник чемпіонатів світу 1999 (група B), 2000 (група B), 2001 (дивізіон I), 2002 (дивізіон I), 2004 і 2012. У складі молодіжної збірної Казахстану учасник чемпіонату світу 1996 (група B). 
Досягнення
- Чемпіон Казахстану (2004).